# Bunkai
Il termine bunkai (分解? "scomposizione") è utilizzato nelle arti marziali giapponesi per indicare la spiegazione di un gesto simbolico contenuto in un esercizio a solo (kata). La parola è formata da due kanji che significano rispettivamente “porzione” e “slegare” e uniti servono a indicare l'atto di ricondurre qualcosa di complesso alle sue parti essenziali per poterle analizzare.
Bunkai indica, dunque, il processo mentale tramite cui gli elementi che compongono la forma (una sequeza di tecniche o un singolo movimento) vengono studiati in realazione ai principi dello stile per trarne applicazioni pratiche. Tuttavia, la parola bunkai col tempo ha preso ad indicare le stesse applicazioni, ovvero il risultato del bunkai vero e proprio.
Queste applicazioni possono contenere, oltre ai colpi comunemente associati al karate, proiezioni, leve articolari, schivate e, più raramente, strangolamenti.
Le applicazioni pratiche andrebbero più correttamente indicate con il termine “oyo bunkai”. Le variazioni personali fatte per adattarsi a scenari di difesa personale vengono, invece, definite “henka”.
Il processo di bunkai e le relative applicazioni costituiscono l’essenza del karate per come era inteso prima della seconda guerra mondiale. Oggi molti dōjō aderiscono al movimento del karate pratico che fa dell’oyo bunkai il proprio campo di studio privilegiato.
In alcuni stili le applicazioni e i principi per decodificare i kata sono stati tramandati dal fondatore si veda il “Kaisai no Genri” del Goju-ryu Shoreikan o tre principi applicativi del KishimotoDi.
Anche in assenza di regole precise da seguire nel processo di bunkai è possibile risalire ad  applicazioni storicamente corrette grazie ai testi scritti dai maestri di Okinawa durante il primo dopoguerra e alle immagini in essi contenute.
Lo stesso Funakoshi Gichin, fondatore del Karate Shotokan, ci ha lasciato decine fotografie in cui esegue proiezioni e leve articolari.
Uno dei principi base da seguire nel bunkai è considerare che l’avversario contro cui si sta combattendo nel kata è uno solo e si trova sempre di fronte al praticante (come affermato da Mabuni Kenwa, fondatore dello Shito-ryu). Di conseguenza gli angoli degli spostamenti rappresentano la posizione che il karateka deve assumere nei confronti del proprio avversario.

## Bunkai nel Karate sportivo
Nel Karate sportivo gli oyo bunkai vengono memorizzati per poi esere eseguiti durante gli esami per il passaggio ai gradi dan oppure sono eseguiti al termine delle esibizioni di kata a squadre. Quest’ultima tipologia di oyo bunkai, tuttavia, è finalizzata alla spettacolarità più che alla coerenza con la forma o all’efficiacia nel combattimento.
Caratteristica tipica di queste esibizioni è che il kata viene inteso come lotta contro molteplici avversari, questo permette di creare complesse coreografie in cui uno dei compagni di squadra contrattacca le tecniche eseguite dagli altri due.